# نیک یانگ
نیکولاس ارون یانگ (انگلیسی: Nicholas Aaron  Young؛ زادهٔ ۱ ژوئن ۱۹۸۵) یک بازیکن بسکتبال اهل ایالات متحده آمریکا است. از باشگاه‌هایی که در آن بازی کرده‌است می‌توان به فیلادلفیا سونتی‌سیکسرز، لس آنجلس کلیپرز، و لس آنجلس لیکرز اشاره کرد.